# Chrysobothris chrysostigma
Chrysobothris chrysostigma es una especie de escarabajo del género Chrysobothris, familia Buprestidae. Fue descrita científicamente por Linnaeus en 1758.